# Török Wikipédia
A török Wikipédia (török nyelven Türkçe Vikipedi) a nemzetközi Wikipédia projekt török nyelvű változata, egy szabadon szerkeszthető internetes enciklopédia. 2002 decemberében indult. 2019 december elején több mint 336 000 szócikket tartalmazott, mellyel a 30. helyet foglalta el a wikipédiák rangsorában.

## Mérföldkövek
- 2004. január – elkészül a 100. szócikk.
- 2004. július – elkészül az 1 000. szócikk.
- 2015. november – elkészül a 10 000. szócikk.
- 2008. február – elkészül a 100 000. szócikk.
- 2012. december 9. – elkészül a 200 000. szócikk.
- Jelenlegi szócikkek száma: 631 282

## Hozzáférés Törökországban
2017-ben átmenetileg lehetetlenné tették a hozzáférést az enciklopédiához Törökországban, azonban rövid idő, nem egészen három év múlva ismét elérhetővé vált.

## Külső hivatkozások
- A török Wikipédia kezdőlapja